# Sierra de Bascuñana
La sierra de Bascuñana es una de las sierras más occidentales del Sistema Ibérico, situada en la alcarria conquense, en la provincia española de Cuenca. Se trata de un anticlinal tumbado y asimétrico, de dirección Nor-noroeste/Sur-sureste y de unos 3 km. de amplitud y alrededor de unos 35 km de longitud.
Se extiende desde las inmediaciones de la población de Mariana, cercana a Cuenca, hasta el estrecho de Priego y su continuación hacia el norte recibe la denominación de Sierra del Rodenal con otros 12 km de longitud aproximadamente hasta el estrecho de Las Tejeras donde ya se confunde con el sector Noroeste de la Serranía de Cuenca.

## Hidrografía
Se ve atravesada en por tres importantes ríos formando impresionantes y bellas hoces, el río Guadiela en el estrecho de las Tejeras, el río Escabas en el estrecho de Priego (también llamado estrecho de Los Frailes) y el río Trabaque en la hoz de Mari García, en Albalate de las Nogueras.
- Datos: Q24003188